# Suganuma Sadamichi
Suganuma Sadamichi (菅沼貞道) est un commandant samouraï durant la période Sengoku du Japon. Il combat à la bataille d'Anegawa en 1570 et au siège du château de Noda en 1573, siège au cours duquel il essaie de défendre le château de Noda contre Takeda Shingen.
Sadamichi est peut-être la même personne que Suganuma Sadamitsu (1542-1604), qui sert les clans Imagawa et Tokugawa, mais ce point n'est pas clair.

## Source de la traduction
- (en) Cet article est partiellement ou en totalité issu de l’article de Wikipédia en anglais intitulé « Suganuma Sadamichi » (voir la liste des auteurs).